# Charadraula
Charadraula är ett släkte av fjärilar. Charadraula ingår i familjen guldfläcksmalar och underfamiljen spillningsmalar.

## Artlista
Ingående arter:
- Charadraula cassandra Gozmany, 1967
- Charadraula geminellus Chrétien, 1915
- Charadraula parcella Lederer, 1855